# 에디 스티플스
에디 스티플스(Eddie Steeples, 1973년 11월 25일 ~ )는 미국의 배우이다.

## 출연 작품
- 레그스 (2015)
- 앨빈과 슈퍼밴드: 악동 어드벤처 (2015)
- OJ: The Musical (2013)
- 하우스 이즈 낫 어 홈 (2013)
- 우드 유 래더 (2012)
- 나 홀로 집에 5  (2012)
- 월드 워 좀비 (2011)
- 웬 이즈 투모로우 (2007)
- 나는 누가 날 죽였는지 알고 있다 (2007)
- 더 베스트 오브 로버스 (2006)
- 로만 (2006)
- 리스트커터스 - 러브 스토리 (2006)
- 아키라 앤 더 비 (2006)
- 토크 (2004)
- 피플 아 데드 (2002)

### 텔레비전
- 카슨 데일리 쇼 (2002)
- 내 이름은 얼 (2005)